# Вила Гоменсоро, Гусман
Гусма́н Ви́ла Гоменсо́ро (исп. Guzmán Vila Gomensoro; неизвестно — неизвестно) — уругвайский футбольный тренер.

## Биография
В 1946 году Вила Гоменсоро входил в тренерский штаб сборной Уругвая, которая отправилась в Буэнос-Айрес на чемпионат Южной Америки. В первом матче уругвайцы обыграли сборную Чили 1:0, а во втором в упорной борьбе уступили Бразилии 3:4. Руководство Уругвайской футбольной ассоциации осталось недовольным этим результатом и не дожидаясь окончания турнира уволило Анибаля Техаду, назначив на пост исполняющего обязанности главного тренера Вилу Гоменсоро. Под его руководством «селесте» разгромила Боливию 5:0, а затем уступила хозяевам турнира аргентинцам (1:3) и сборной Парагвая (1:2). В итоге уругвайцы заняли четвёртое место в чемпионате, пропустив вперёд Аргентину, Бразилию и Парагвай.
После завершения чемпионата сборную Уругвая возглавил Хуан Лопес Фонтана. О дальнейшей судьбе Гусмана Вилы Гоменсоро сведений нет.
Подробностей биографии Гусмана Вилы Гоменсоро крайне мало. Известно, что его имя «Гусман» для Уругвая является довольно необычным явлением, и скорее воспринимается как фамилия. Пример с Вилой Гоменсоро даже нашёл отражение в художественной литературе местных авторов.